# Rima Diophantus
Rima Diophantus és una estructura geològica del tipus rima a la superfície de la Lluna, situada amb el sistema de coordenades planetocèntriques a 30.18 ° de latitud N i -31.5 ° de longitud E. Fa un diàmetre de 201.5 km. El nom va ser fet oficial per la UAI el 1985 i fa referència a un cràter proper anomenat així en honor del matemàtic grec Diofant d'Alexandria.